# Birrana
Birrana là một chi nhện trong họ Zoropsidae. Chi này có một loài duy nhất là Birrana bulburin, được Raven & Stumkat miêu tả năm 2005.